# Послушай, не идёт ли дождь
«Послушай, не идёт ли дождь» — российский художественный фильм, снятый режиссёром Аркадием Кордоном в 1999 году. По мотивам рассказов Юрия Казакова.

## Сюжет
Фильм рассказывает о фактах творческой и личной биографии писателя-прозаика и драматурга Юрия Павловича Казакова.

## В ролях
- Алексей Петренко — Юрий Павлович Казаков — главная роль
- Ирина Купченко — Тамара Судник, жена Юрия Казакова — главная роль
- Альберт Филозов — врач-психотерапевт
- Валерий Ивченко — Митя
- Елена Майорова — Смерть, призрак
- Александр Кордон — Алёша
- Раиса Максимова — мать Юры
- Нуржуман Ихтымбаев — Нуржуман
- Александр Граве — Борис Константинович
- Юрий Веялис — Аркадий Первый
- Владимир Халтурин — Аркадий Второй
- Денис Шувалов — Алёша в детстве
- Борис Иванов — первый секретарь Союза писателей СССР
- Анатолий Адоскин — идеолог
- Борис Шувалов — таксист
- Наталья Карабанова — Алла
- Татьяна Карабанова — Лена

## Фестивали и награды
- 2000 — Кинофестиваль «Окно в Европу» в Выборге: Приз Алексею Петренко за мужскую роль
- 2000 — Кинофестиваль «Московский Пегас» в Доме Ханжонкова: Специальный приз «Серебряный Пегас»
- 2000 — Премия «Ника» за лучшую музыку к фильму Исааку Шварцу